# Svenska hjältar (gala)

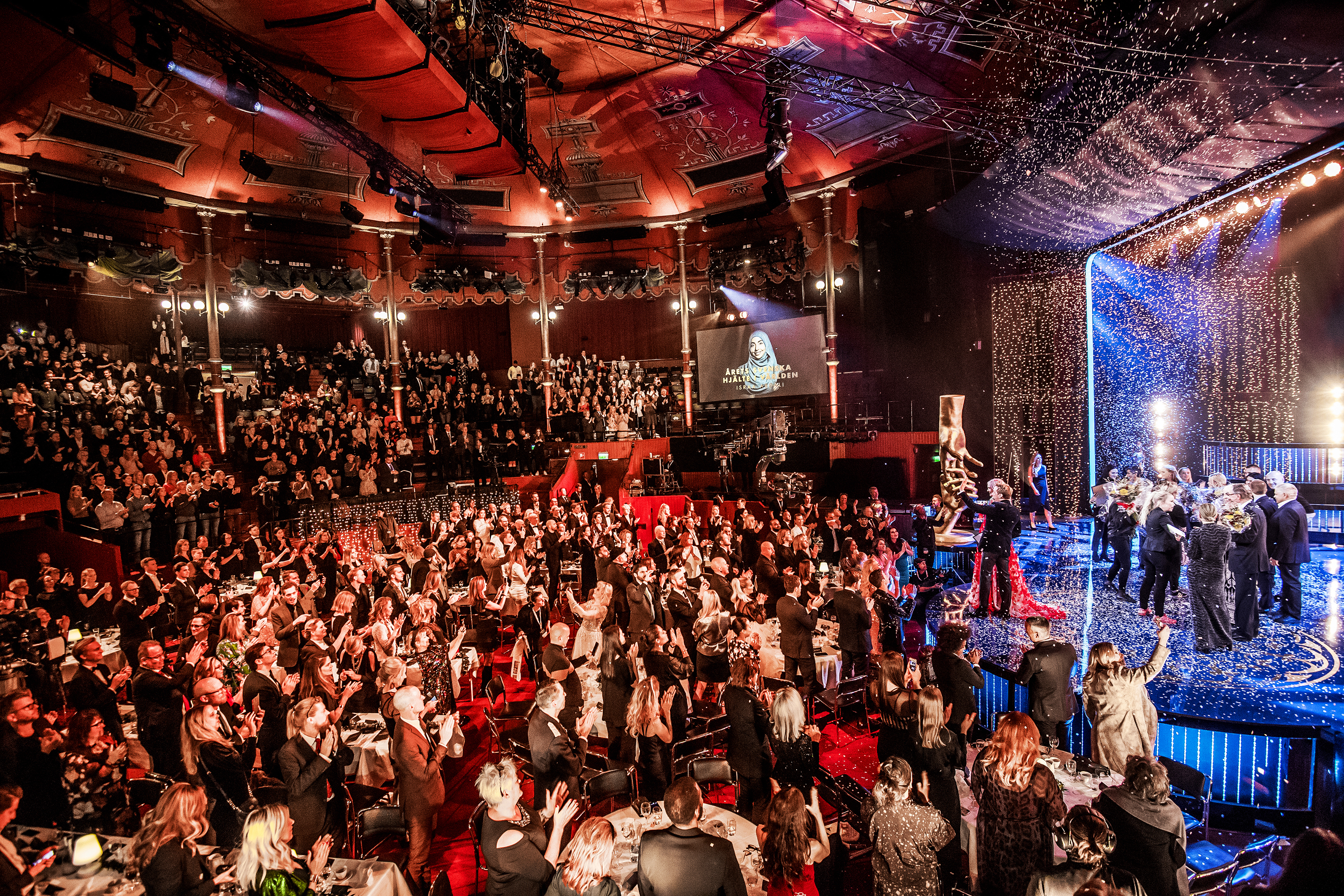
Svenska hjältar-galan hölls mellan år 2007-2022 på Cirkus i Stockholm.

Svenska hjältar är ett initiativ som startades av Aftonbladet år 2007. Varje år nomineras hundratals vardagshjältar genom reportage. Det är personer som visat prov på mod, civilkurage och medmänsklighet. Av dessa nominerade utser Svenska hjältars jury ett antal hjältar som prisas som årets Svenska hjältar.
Mellan år 2007-2022 hyllades årets hjältar på Svenska hjältar-galan på Cirkus i Stockholm. Galan ägde rum i december varje år, och har sänts på TV4 och TV3. Programledare för Svenska hjältar-galan har genom åren varit Mark Levengood, Peter Settman, Amie Bramme Sey och Kristin Kaspersen.
Svenska hjältar har också drivit en skolturné där redaktionen tillsammans med nominerade unga hjältar rest runt i Sverige och träffat elever för att prata om mod, engagemang och civilkurage. Skolturnén har bland annat hållits i Globen i Stockholm och på Nova Arena i Trollhättan.
Under 2024 presenteras ett nytt tv-koncept för att hylla Årets svenska hjältar.  

## Pristagare
2022:
- ÅRETS LIVRÄDDARE: Theo Larsson från Storvreta som räddade livet på Alvin som var död i 25 minuter[7]
- ÅRETS MEDMÄNNISKA: Nicolas Lunabba för grundandet av HelaMalmö som hjälper unga i utsatthet[8]
- ÅRETS HJÄLTE I VÄRLDEN: Lars Seligman från Göteborg som genom räddat livet på tusentals barn[9]
- ÅRETS HÅLLBARHETSHJÄLTE: Barnens dator från Örebro som bygger ihop datorer och ger till barn i behov[10]
- ÅRETS DJURHJÄLTE: Skolhunden Hera från Hjällbo[11]
- ÅRETS ELDSJÄL: Cajsa Correa för grundandet av UCX BLISS för unga med intellektuell funktionsnedsättning[12]

2021:
- ÅRETS LIVRÄDDARE: Melvin Jakobsson från Enhörna som räddade livet på fyra tjejer vid en bilolycka[13]

- ÅRETS MEDMÄNNISKA: Ellinor Stattin och Katties Brunberg för arbetet med Ajabajacancer[14]
- ÅRETS SKYDDSÄNGEL: Roger Petersson från Eskilstuna för att han avbröt ett överfall[15]
- ÅRETS ELDSJÄL: Najiba Mansouri för grundandet av projekt Entré[16]
- ÅRETS HÅLLBARHETSHJÄLTE: Föreningen Ätbart från Skövde som räddar matsvinn[17]
- ÅRETS DJURHJÄLTE: Besökshunden Lovis som sprider glädje på äldreboenden[18]

2020:
- ÅRETS LIVRÄDDARE: Emma Schols från Edsbyn[19]
- ÅRETS MEDBORGARE: Rosanna Olsson och Zebastian Nyström Christén[20]
- ÅRETS VÅRDHJÄLTE: Helene och Mikk Cederroth för grundandet av Willefonden[21]
- ÅRETS ELDSJÄL: Läraren Faduma Mohamed för grundandet av Unga själar[22]
- ÅRETS UNGDOMSHJÄLTE: Albera Jene för sin kamp för tjejers rätt att spela fotboll[23]
- ÅRETS MILJÖHJÄLTE: Petra Wadström för uppfinningen Solvatten[24]

2019:
- ÅRETS LIVRÄDDARE: Göran Josefsson från Malå[25]
- ÅRETS MEDBORGARE: Ludwig Sandberg Borell från Stockholm[26]
- ÅRETS SVENSKA HJÄLTE I VÄRLDEN: Israa Abdali och Stand with Syria[27]
- ÅRETS UNGDOMSHJÄLTE: Linnéa Karhula från Västerås[28]
- ÅRETS VÅRDHJÄLTE: Gita Rajan som grundat Wonsa[29]
- ÅRETS SKYDDSÄNGEL: Filippa Sandqvist som grundat Tjejskjutsen[30]
- ÅRETS MEDBORGARE: Fotbollsföreningen Gatans lag[31]

2018:
- DJURHJÄLTE: Labradoodlen Livia med matte Ann Edner från Stockholm.[32]
- LIVRÄDDARE: Ida Berg och Arvid Sjöström 12 år från Gävle.[32]
- LIVSGÄRNING: Ingrid le Roux 72  år, från Uppsala.[32]
- SKYDDSÄNGEL: Fidan Betja 29 år, från Malmö.[32]
- SPORTHJÄLTE: Denita Landegren 57 år, från Sundbyberg.[32]
- VÅRDHJÄLTAR: Familjen Ivarsson och Jontefonden, från Göteborg.[32]
- UNGDOMSHJÄLTE: Albin Blomster 16 år, från Grästorp.[32]

2017:
- DJURHJÄLTE: Hunden Maximus, Värmdö[33]
- LIVRÄDDARE: Mattias Grönvall, Malmö[34]
- LIVSGÄRNING: Anita Nyström/Annikas minnesfond, Örebro[35]
- VÄGVISARE: Fatma Ipek, Fittja[36]
- SKYDDSÄNGEL: Jenny Englund, Borlänge[37]
- MEDMÄNNISKOR: Daca (Drivers against child abuse)[38]
- KÄMPE FÖR FLICKOR: Gunilla Ek, Valla[39]
- GRANNAR: Familjen Karlsson/VildaKidz, Luleå[40]

2016:
- DJURHJÄLTE: Hunden Dexter[41]
- LIVRÄDDARE: Nicklas Jansson, Linköping[42]
- LIVSGÄRNING: Anita D'Orazio, Lidingö[43]
- ELDSJÄL: Per Johansson, Hudiksvall[44]
- SKYDDSÄNGEL: Marcus Stålhandske, Jens Göransson, Sebastian Landin, Andreas Henriksson, Mattias Bragmo, Ånnsjön[45]
- MILJÖHJÄLTE: Lasse Wennman, Gävle[46]
- MEDMÄNNISKOR: Julia Östfeldt och Emma Blomdahl, Föreningen Tillsammans[47]
- GRANNAR: Rondellen, Dörarp[48]

2015:
- NÄTHJÄLTAR: Isa Galvan och Linnea Holst, Lund[49]
- DJURHJÄLTE: Hunden Agda, Boden
- VÅRDHJÄLTE: Dimitrios ”Tackis” Sahpekidis, Västervik
- BARNHJÄLTE: Elias Arvidsson, Rejmyre
- LIVRÄDDARE: Salih Cetin, Lina Schultz och Kristina Bergh, Gävle
- MEDMÄNNISKOR: Emma Arnesson och Anne Lundberg, Östersund
- LIVSGÄRNING: Elise Lindqvist, Huddinge
- ELDSJÄL: John Franco, Stockholm
- SKYDDSÄNGEL: Susann Bergström, Bålsta

2014:
- UNGDOMSHJÄLTE: Marwa Karim, Gävle
- MEDMÄNNISKOR: Annesofie Blixt och Jenny Lindström, Föreningen Tilia, Stockholm
- ELDSJÄL: Jens Larsson, Kumla
- LIVSGÄRNING: Syster Karin, syster Marianne och syster Ella, Alsike kloster
- SKYDDSÄNGLAR: Cathrin Levander, Haninge, och Tobias Jakobsson, Uppsala
- LIVRÄDDARE: Björn Svensson, Mikael Bergner och Tommy Tuike, Virsbo
- VÅRDHJÄLTAR: Fredrik Svensson, Göteborg, och Filip Plan, Mölndal, Superhjältar mot cancer

2013:
- BARNHJÄLTAR: Klass 5b, Vitalisskolan, Trosa
- SKYDDSÄNGEL: Johan Matti, 32, Stockholm/Stavanger
- LIVSGÄRNING: Kerttu Sturesson, 75, Stockholm
- MEDMÄNNISKA: David Larsson, 23, Bollnäs
- KÄMPE: Martha Ehlin, 36, Göteborg
- LIVRÄDDARE: Jan-Erik Hägglund, 64, Edsbro

2012:
- FÖREBILD: Mathilda Strömberg, 17, Södertälje
- MEDMÄNNISKA: Annica Axelsson, 39, Arvika
- SKYDDSÄNGEL: Carolina Sandell, 23, Landskrona
- ELDSJÄL: Per Sköldböck, 47, Ängelholm
- KÄMPE: Linnea Niklasson, 12, Hanoi
- LIVSGÄRNING: Emerich Roth, 88, Järfälla

2011:
- SKYDDSÄNGLAR: Olle Frisk (offret), Olle Backman, Martin Sandwold, Oskar Johnsson, Robin Swedén, Funäsdalen
- ELDSJÄLAR: Hanna Wekell och Julia Mjörnstedt, Göteborg
- KÄMPE: Emma Pettersson, Kristianstad
- LIVSGÄRNING: Dallas, Malmö
- FÖREBILD: Milla Martin, 9, Täby
- MEDMÄNNISKA: Lisbeth Malm, Göteborg

2010:
- MEDMÄNNISKA: Agneta Josefsson, 43, Falkenberg
- SKYDDSÄNGEL: Sanna Nerstrand, 19, Årjäng
- KÄMPE: Alexandra Andersson, 21, Rasbo
- ELDSJÄL: Susanne Janson, 47, Stockholm/Phuket
- UNGDOMSHJÄLTE: Isak Hardo, 17, Stockholm
- LIVSGÄRNING: Bertil Johansson, 75, Ulricehamn

2009:
- MEDMÄNNISKA: Madelene Sundström, Karlstad
- LIVSGÄRNING: Sam och Stina Dahlgren, Stockholm
- SKYDDSÄNGEL: Hossein Afshin, Göteborg
- BARNHJÄLTE: Liv Kjellberg, Sollebrunn
- ELDSJÄL: Moussa N´Diaye, Gävle
- KÄMPE: Anna Venegas Rydmark, Stockholm

2008:
- ELDSJÄL: Barbro Jönsson
- KÄMPE: Christoffer Lindhe
- BARNHJÄLTE: Adam Ivarsson
- FÖREBILD: Therese Eriksson
- SKYDDSÄNGEL: Anders Norrman
- MEDBORGARE: Tobias Andersson
- LIVSGÄRNING: Carl-Axel Ekman

2007:
- ELDSJÄL: Sara Mohammad
- LIVSGÄRNING: Margit Rapp
- UPPOFFRING: Inger Sjökvist och Kenth Munter
- BARNHJÄLTE: Felix Wikström
- SKYDDSÄNGEL: Kasper Pettersson och Daniel Müller
- KÄMPE: Johan Reuterholt
- FÖREBILD: Kristian Kabelacs
- MEDBORGARE: Tony Widerberg